# 2月27日
2月27日是公历（平年）一年中的第58天，离全年结束还有307天（闰年则还有308天）。

## 大事记

### 19世紀以前
- 908年：契丹迭剌部酋長耶律阿保機加封自己為契丹可汗，並在數年後建立遼朝。
- 1594年：下纳瓦拉国王亨利四世在沙特尔主教座堂加冕成为法国国王，建立波旁王朝。
- 1641年：李自成率军攻克洛阳，杀福王朱常洵，并煮成肉汤与手下将士们共享。

### 19世紀
- 1813年：普鲁士腓特烈·威廉三世向法国宣战。
- 1844年：伊斯帕尼奥拉岛民众宣布脱离海地的统治而独立，建立多明尼加共和国。
- 1900年：拜仁慕尼黑足球俱乐部成立。
- 1900年：英国工会联盟等左派组织在伦敦成立劳工代表委员会，并在1906年正式改名为「工党」。

### 20世紀
- 1933年：位于德国柏林的国会大厦发生纵火案，其后纳粹党借此机会建立独裁政权。
- 1947年：臺灣的專賣局查緝員在臺北大稻埕太平町的天馬茶房前查緝販賣私菸的林江邁，過程中林江邁被查緝員以槍托擊傷頭部，民眾目睹後憤而包圍查緝員，查緝員開槍示警，卻擊傷了市民陳文溪（送醫次日死亡），導致了後續二二八事件的爆發。
- 1975年：香港華探長劉昌華因涉嫌貪污被判入獄1年並充公75萬港元財物。
- 1976年：在阿尔及利亚支持下，波利萨里奥阵线宣布在西撒哈拉建立撒拉威阿拉伯民主共和国。
- 1986年：费迪南德·马科斯离开菲律宾出走，科拉松·阿基诺就职菲总统。
- 1986年：中华人民共和国国务院成立国家自然科学基金委员会。
- 1988年：亞塞拜然蘇姆蓋特的亞美尼亞社區成為暴力大屠殺的目標。
- 1991年：波斯灣戰爭：科威特恢复国家独立和主权。
- 1996年：由遊戲公司Game Freak開發的《寶可夢 紅／綠》在日本發售，為該系列首部作品。

### 21世紀
- 2001年：亚洲25国和澳大利亚在中国海南省琼海市博鳌镇召开会议，宣告博鳌亚洲论坛成立。
- 2005年：世界卫生组织第一个具有国际法约束力的全球性条约《烟草控制框架公约》在最早批准该条约的40个国家生效。
- 2006年：中華民國總統陳水扁宣佈正式終止《國家統一綱領》。
- 2007年：中国上证综指下跌8.84%，深证成指下跌9.29%，创1997年以来最大单日跌幅，并引发世界其他股市的大幅下跌。
- 2010年：智利第二大城市康塞普西翁附近發生MW 8.8大地震，造成525人死亡。
- 2022年：白俄羅斯在65.16%的選民支持下通過修憲公投，廢除無核的中立條款與同意俄羅斯永久駐軍。
- 2022年：烏克蘭製造的全球最大飛機安托諾夫An-225運輸機在俄羅斯軍隊攻佔安托諾夫機場時被毀。
- 2022年：南韓導演黃東赫執導的原創影集《魷魚遊戲》在第28屆美國演員工會獎中贏得最多獎項。

## 出生
- 272年：君士坦丁一世，羅馬帝國皇帝（337年逝世）
- 1711年：愛新覺羅允禧，康熙帝第二十一子，慎郡王（1758年逝世）
- 1861年：魯道夫·斯坦納，奧地利哲學家（1925年逝世）
- 1869年：艾麗斯·漢密爾頓，美國醫生、科學家、作家（1970年逝世）
- 1876年：珍妃，清朝光緒皇帝的側妃（1900年逝世）
- 1895年：宮城山福松，日本相撲力士，第29代橫綱（1943年逝世）
- 1897年：貝爾納·費迪南·李奧，法國天文學家（1952年逝世）
- 1897年：瑪麗安·安德森，美國女低音歌唱家（1993年逝世）
- 1902年：約翰·史坦貝克，美国作家，1962年诺贝尔文学奖得主（1968年逝世）
- 1902年：盧西奧·科斯塔，巴西建築師、城市規劃師（1998年逝世）
- 1903年：陈赓，中國共產黨軍事將領（1961年逝世）
- 1903年：蔣法賢，香港醫生、教育家、慈善家（1974年逝世）
- 1924年：克里夫·巴克斯特，美國審訊專家，以使用測謊機對植物進行實驗而知名（2013年逝世）
- 1925年：豐田章一郎，日本企業家，前任豐田汽車社長（2023年逝世）
- 1930年：羅利·克倫普，美國動畫師、設計師（2023年逝世）
- 1930年：瓊安·伍華德，美國女演員
- 1932年：鄭碧影，香港粵劇花旦、電影演員（2011年逝世）
- 1932年：伊丽莎白·泰勒，美国电影演员（2011年逝世）
- 1935年：米雷拉·弗雷妮，義大利女高音歌唱家（2020年逝世）
- 1941年：菊川剛，日本奧林巴斯股份有限公司前董事長及總裁
- 1942年：羅伯特·格拉布，美國化學家，2005年諾貝爾化學獎得主（2021年逝世）
- 1947年：基東·克雷默，拉脫維亞小提琴家、指揮家
- 1947年：阿蘭·古斯，美國理論物理學家、宇宙學家
- 1953年：胡安·赫蘇斯·比瓦斯，西班牙政治人物
- 1958年：王忠銘，臺灣政治人物，現任連江縣縣長
- 1963年：劉以達，香港男演員
- 1965年：邵美琪，香港女演員
- 1968年：尾崎南，日本漫畫家
- 1970年：周博賢，香港全職音樂創作人
- 1970年：秦楊，台灣演員
- 1972年：潘芝莉，香港前電視藝人
- 1972年：松倉友二，日本動畫製作人
- 1973年：林志恩，韓國女演員
- 1975年：何俊軒，香港男演員
- 1975年：小夏鈍帆，日本漫畫家
- 1976年：田村由香里，日本女性聲優、歌手
- 1977年：范曉萱，臺灣女歌手
- 1977年：地成，韓國男演員
- 1978年：托马斯·佩斯凯，法國太空人
- 1979年：朱雨辰，中國男演員
- 1979年：姜斗，韓國男演員
- 1980年：切尔西·克林顿，美國前第一千金
- 1981年：楊明，香港男演員
- 1981年：喬許·葛洛班，美國男歌手
- 1981年：凱爾西·海托，美國軟體工程師
- 1983年：梁靖琪，香港女歌手、演員
- 1983年：凱特·瑪拉：美國女演員
- 1985年：李賢璞，臺灣樂團八三夭主唱
- 1985年：許亮宇，馬來西亞男演員、歌手
- 1985年：徐玄振，韓國女演員
- 1985年：提姆·杜德，美國科學傳播者、YouTuber、攝影師
- 1986年：田丸篤志，日本男性聲優
- 1986年：妮歌·寧列特，美國女模特兒
- 1987年：王力可，中國女演員
- 1987年：立花理香，日本女性聲優
- 1988年：橫槍萌果，日本女性漫畫家
- 1989年：黃瀞怡，臺灣女歌手、演員
- 1991年：李靜儀，香港女子偶像團體Super Girls成員
- 1991年：蓮佛美沙子，日本女演員
- 1992年：麥詩敏，香港新聞主播
- 1993年：孔昇延，韓國女演員
- 1994年：侯逸凡，中国女子国际象棋特级大师
- 1994年：高橋李依，日本女性聲優
- 1995年：王子維，臺灣男子羽球運動員
- 1995年： 塞爾吉·米林科維奇-薩維奇，賽爾維亞足球運動員
- 1995年：托馬斯·索塞克 ，捷克足球運動員
- 1995年：Ricky，韓國男子偶像團體TEEN TOP成員
- 1996年：蔡常勇，馬來西亞YouTuber
- 1996年：小泉萌香，日本女性聲優
- 1996年：Ten，韓國男子偶像團體NCT成員
- 1997年：沈月，中國女演員
- 1998年：托德·坎特維爾，英格蘭職業足球運動員
- 1999年：邱軍，臺灣男歌手
- 1999年：文鑫源，馬來西亞男子羽球運動員
- 2001年：安山，韓國女子射箭運動員
- 2002年：浮所飛貴，日本男子偶像團體美 少年成員
- 2005年：李秉諭，臺灣男子偶像團體AcQUA源少年成員
- 2010年：梁甯翔，台灣寶可夢集換式卡牌遊戲大師
- 生年不詳：森本梢子，日本漫畫家
- 生年不詳：澤田龍一，日本男性聲優

## 逝世
- 1584年：李珥，朝鮮王朝儒學者（1536年出生）
- 1637年：本阿彌光悅，日本江戶時代畫家、書法家（1558年出生）
- 1638年：松平家信，日本江戶時代大名（1565年出生）
- 1795年：谷風梶之助，日本江戶時代相撲力士，第4代橫綱（1750年出生）
- 1821年：戈特利布·康拉德·克里斯蒂安·斯托爾，德國醫生、化學家、博物學家（1749年出生）
- 1822年：式亭三馬，日本江戶時代作家、浮世繪師（1776年出生）
- 1841年：德川家齊，日本江戶幕府第11代征夷大將軍（1773年出生）
- 1863年：亨利·胡魯魯·皮特曼，美國聯邦軍士兵（1845年出生）
- 1871年：廣澤真臣，日本明治時代政治人物（1834年出生）
- 1882年：丁日昌，清朝軍人、官員（1823年出生）
- 1887年：亞歷山大·鮑羅丁，俄羅斯作曲家、化學家（1833年出生）
- 1889年：約翰·W·約翰斯頓，美國律師、政治家，曾任維吉尼亞州聯邦參議員（1818年出生）
- 1892年：路易·威登，法国时尚设计大师（1821年出生）
- 1902年：尼古拉·巴甫洛維奇·洛馬金，俄羅斯帝國陸軍軍官（1830年出生）
- 1906年：塞缪尔·兰利，美国航空先驱（1834年出生）
- 1936年：巴甫洛夫，前苏联生理学家（1846年出生）
- 1939年：娜傑日達·克魯普斯卡婭，列寧妻子、俄國布爾什維克革命家、政治家（1869年出生）
- 1943年：威爾·布雷迪，美國律師（1876年出生）
- 1946年：哈里·埃德溫·伍德，英國天文學家（1881年出生）
- 1953年：羅斯·戈爾曼，美國爵士樂單簧管演奏家、樂團團長、多樂器演奏家（1890年出生）
- 1982年：張秀哲，臺灣文學家、翻譯家、企業家（1905年出生）
- 1985年：吳奚如，中國作家、政治人物（1906年出生）
- 1989年：康拉德·洛伦兹，奧地利動物學家、鳥類學家、動物心理學家，1973年諾貝爾生理學或醫學獎得主（1903年出生）
- 1992年：阿爾吉爾達斯·朱利安·格雷馬斯，立陶宛語言科學家（1917年出生）
- 1998年：喬治·H·希欽斯，美國醫生、藥理學家，1988年諾貝爾生理學或醫學獎得主（1905年出生）
- 2011年：安帕罗·穆尼奥斯（英语：Amparo Muñoz），西班牙影星，环球小姐冠军。曾获第22届环球小姐冠軍，是西班牙史上第一位环球小姐（1954年出生）
- 2013年：斯特凡·埃塞爾，法國外交官、作家（1917年出生）
- 2013年：拉蒙·德克斯，荷蘭著名踢拳選手，曾获八届泰拳世界冠軍（1969年出生）
- 2015年：李奧納德·尼摩伊，美國演員，在《星艦迷航記》中飾演史巴克成名（1931年出生）[1]
- 2015年：鲍里斯·涅姆佐夫，俄羅斯反對派領袖，曾任第一副總理（1959年出生）
- 2016年：修澤蘭，臺灣建築師（1925年出生）
- 2021年：吳孟達，香港男演員（1951年出生）
- 2023年：辜寬敏，台灣企業家、政治人物，台獨領袖（1926年出生）
- 2023年：厉以宁，中国经济学家（1930年出生）
- 2025年：鮑里斯·斯帕斯基，俄羅斯西洋棋棋手（1937年出生）
- 2025年：林立民，臺灣牙醫、牧師（1944年出生）

## 节假日与习俗
- 國際北極熊日（英语：International Polar Bear Day）
- ：独立日
- 西撒哈拉：独立日